# Rébellion de Saga
Rébellions de l'ère Meiji
Batailles
Rébellion Shinpūren
Rébellion d'Akizuki
Rébellion de Hagi
Rébellion de Satsuma
- Kumamoto
- Tabaruzaka
- Shiroyama

Incident de Chichibu
La rébellion de Saga (佐賀の乱, Saga no ran) de 1874 est un des nombreux soulèvements qui eut lieu à Kyūshū contre le nouveau gouvernement de Meiji par des membres de l'ancienne classe de samouraï. Elle fut menée par Shimpei Eto et Yoshitake Shima dans leur province natale de Hizen.

## Contexte
Après la restauration de Meiji de 1868, beaucoup de membres de l'ancienne classe samouraï étaient contrariés par la direction que la nation avait prise. L'abolition de leur ancien statut social privilégié sous l'ordre féodal avait également éliminé leur revenu, et l'établissement de la conscription militaire universelle avait éliminé beaucoup de leurs raisons d'être. La modernisation très rapide (occidentalisation) du pays a eu pour résultat des changements massifs dans la culture, les tenues vestimentaires et la société japonaise, et semblait à beaucoup de samouraïs être une trahison du slogan Sonnō jōi (« révérez l'empereur, expulsez les barbares ») employé pour appeler à renverser l'ancien shogunat Tokugawa.
La province de Hizen, avec une grande population samouraï, était un centre du malaise contre le nouveau gouvernement. Des samouraïs âgés ont constitué des groupes politiques rejetant l’expansionnisme outre-mer et l'occidentalisation, et réclamant un retour au vieil ordre féodal. De plus jeunes samouraïs ont organisé le parti politique Seikantō, préconisant le militarisme et l'invasion de la Corée.

## Prélude
Shimpei Eto, ancien ministre de la justice et sangi (conseiller) dans le premier gouvernement de Meiji a démissionné de ses postes en 1873 pour protester contre le refus du gouvernement à lancer une expédition militaire contre la Corée (Seikanron). Eto a alors aidé Itagaki Taisuke en organisant le parti politique Aikoku Kōtō, et en rédigeant le Mémorandum de Tosa, une critique acerbe du gouvernement. En janvier 1874, frustré par le rejet du gouvernement de ses efforts, il est revenu à Saga où les traditionalistes et les samouraïs du Seikantō se sont rassemblés pour l'appuyer. 
Alarmé par des rumeurs croissantes du malaise, le ministre des Affaires intérieures Okubo Toshimichi a envoyé son homme de main Takatoshi Iwamura à Saga pour rétablir l'ordre. Iwamura a seulement réussi à rendre la situation plus mauvaise avec son attitude autoritaire. Sur le bateau pour Saga, il s'est aliéné Yoshitake Shima, l'ancien gouverneur de la préfecture d'Akita, qui voyageait à Saga sur demande de Sanetomi Sanjo. Iwamura a ainsi outragé Shima qui a ainsi décidé d'aider Eto et ses rebelles.

## La rébellion

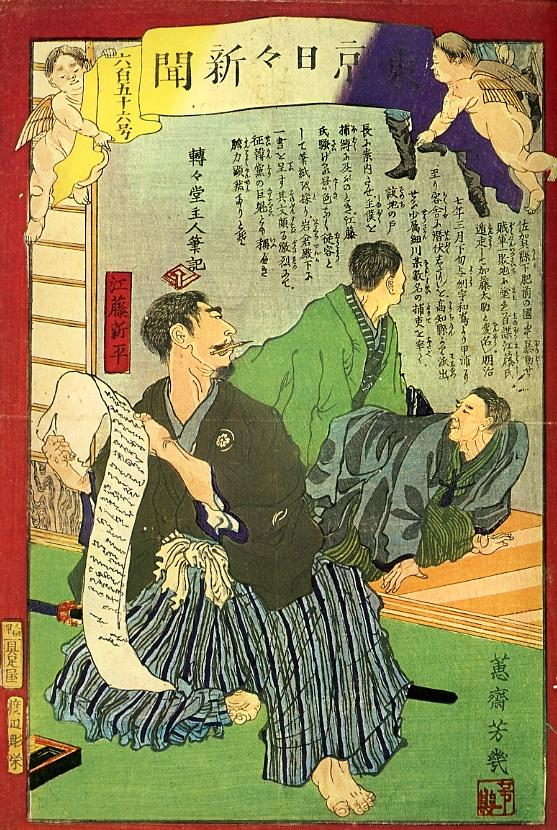
Peinture sur bois du Tokyo Nichinichi Shimbun, 1874, représentant Shimpei Eto durant la rébellion de Saga.

Eto décida d'agir le 16 février 1874 en pillant une banque et les bureaux du gouvernement situés sur l'emplacement du vieux château de Saga. Eto espérait que les samouraïs mécontents de Satsuma et de Tosa se rallieraient à l'insurrection quand ils apprendraient ses actions, mais il avait mal calculé, et les deux domaines sont demeurés calmes.
Le 19 février, Okubo a installé son quartier général à Hakata et a publié une proclamation condamnant les rebelles de Saga comme traîtres. Les troupes gouvernementales se sont dirigées vers Saga le jour suivant. Après la défaite dans une bataille à la frontière de Saga et de Fukuoka le 22 février, Eto a estimé que davantage de résistance aurait seulement comme conséquence des décès inutiles, et a congédié son armée.
Eto a indiqué à ses disciples qu'il avait l'intention de s'échapper à Kagoshima pour obtenir l'aide de Takamori Saigō et ses samouraïs de Satsuma. Si Saigō refusait, il avait l'intention d'aller à Tosa, et si Tosa refusait aussi, il ferait route vers Tokyo pour se suicider.

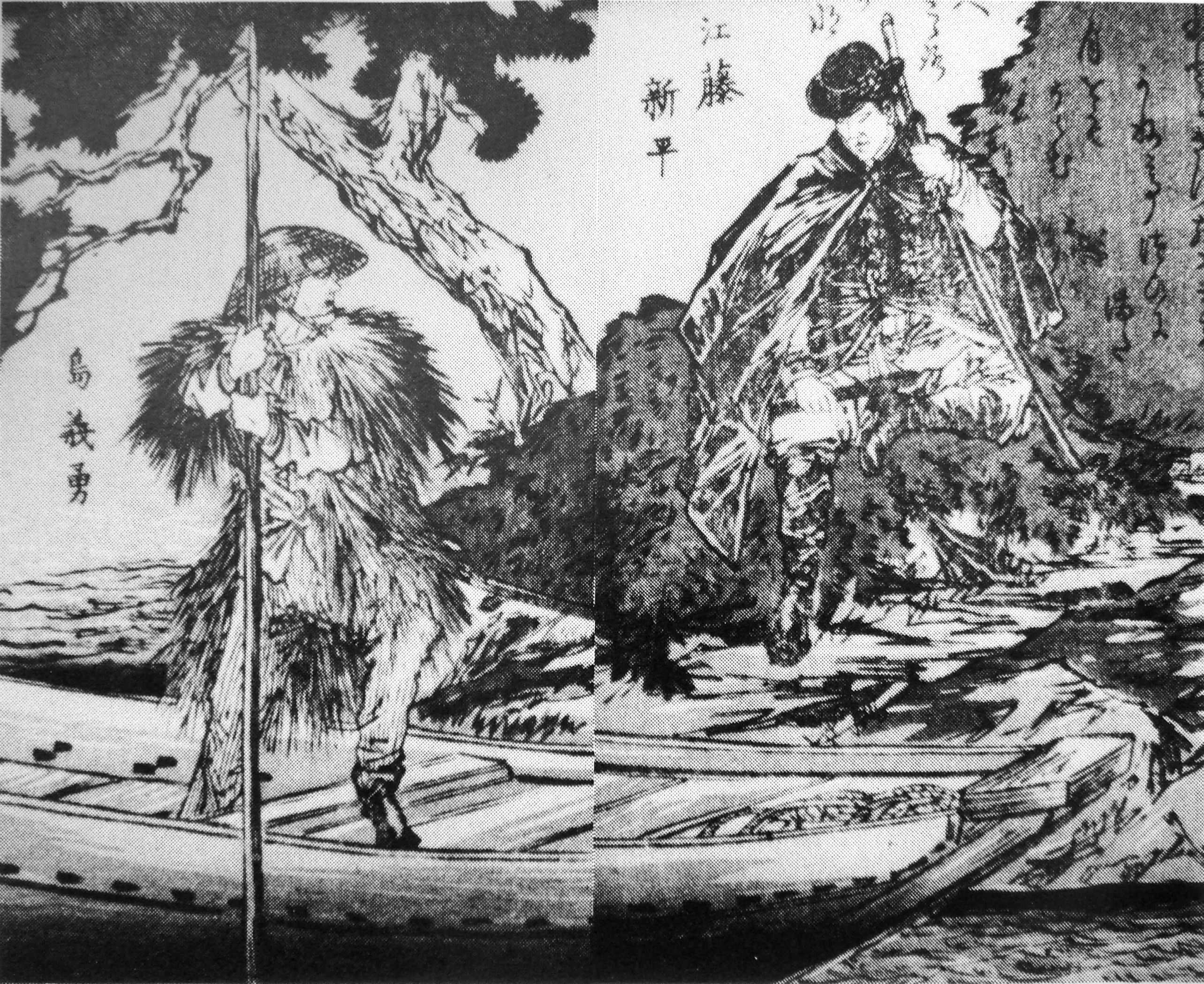
Eto et Shima fuyant comme des fugitifs.

Bien que les rebelles de Saga aient été considérablement démoralisés par la fuite d'Eto, ils ont continué à se battre, et un affrontement très violent se produisit dans les rues de Saga le 27 février. Shima, qui avait annoncé sa décision de mourir en combattant au château de Saga, s'est sauvé la nuit pour Kagoshima avec son personnel. Les forces du gouvernement se sont emparées du château de Saga le 1er mars sans davantage de carnage.
Des mandats d'arrêt ont été distribués pour Eto et Shima, et il est ironique qu'Eto ait été pourchassé comme un fugitif par la police qu'il avait lui-même aidé à créer. Eto n'avait trouvé aucun appui à Kagoshima, et s'était sauvé à Tosa dans un bateau de pêche, où il fut reçu froidement. Tout en essayant de trouver un bateau pour l'amener à Tokyo, il fut appréhendé le 28 mars.

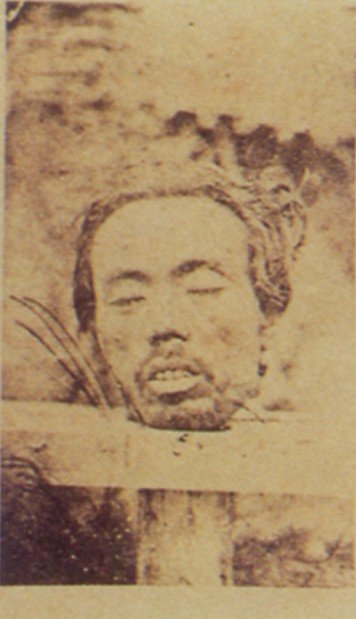
La tête tranchée d'Etō après son exécution.

Il y avait beaucoup de sympathie pour Eto, et Sanetomi Sanjo écrivit à Okubo pour lui rappeler que les motifs d'Eto n'étaient pas mauvais. Takayoshi Kido suggéra également qu'Eto participe à la prochaine expédition de Taïwan de 1874. Cependant, Okubo était résolu à ce qu'un exemple soit fait. Eto et Shima furent condamnés par un tribunal militaire le 8 avril 1874 et exécutés le même jour avec onze autres meneurs de la révolte. Eto fut décapité sur les ordres d'Okubo, et sa tête tranchée fut exposée à la foule - chose considérée comme une punition humiliante pour quelqu'un de la classe des samouraïs. Des photographies furent prises et vendues à Tokyo ; cependant, le gouvernement de Tokyo a plus tard interdit leur vente et a ordonné aux personnes qui avait acheté certaines de ces photographies de lui remettre. Okubo, cependant, a refusé d'obéir et a accroché une des photographies dans la salle de réception du ministère de l'intérieur.

## Conséquences
Bien que le soulèvement samouraï de Saga ait été écrasé par la force militaire, les problèmes qui avait provoqué ce soulèvement sont demeurés. L'ile de Kyūshū a continué d'être à l'origine du malaise contre le gouvernement dans les années 1870, culminant avec la rébellion de Satsuma de 1877.

## Source de la traduction
- (en) Cet article est partiellement ou en totalité issu de l’article de Wikipédia en anglais intitulé « Saga Rebellion » (voir la liste des auteurs).